# Кампания Иль-Сен-Жан
Кампания на острове Сен-Жан (англ. Ile Saint-Jean campaign) — серия военных действий осенью 1758 года, во время Семилетней войны, по депортации акадийцев (франкоязычных поселенцев в Канаде), которые либо жили на острове Иль-Сен-Жан (современный остров Принца Эдуарда), либо укрывались там от предыдущих операций по депортации.
Британское войско возглавлялось Эндрю Ролло[англ.], целью войск было овладеть островом Сен-Жан.
Процент депортированных акадийцев, умерших во время этого изгнания, сделал его самым смертоносным из всех депортаций во время изгнания (1755—1762). Общее число акадийцев, депортированных во время этой кампании, уступало только кампании в заливе Фанди.[англ].

## История
Британское завоевание Новой Шотландии произошло в 1710 году. Британцы теперь владели Акадией, нынешней Новой Шотландией, в соответствии с Утрехтским договором 1713 года.
Французским поселенцам был предоставлен выбор: покинуть Новую Шотландию или присягнуть на верность британцам. Большинство французских поселенцев и акадийцев предпочли переселиться на остров Иль-Рояль, современный остров Кейп-Бретон. Иль-Рояль образовался как французская колония, состоящая из двух островов, Иль-Рояль и Иль-Сен-Жан.
Из-за плодородных земель на острове Сен-Жан многие акадийцы выбрали его в качестве поселения. Еще одним решающим фактором было то, что генерал-губернатор Новой Франции Водрейль считал, что акадийцы предпочтут Иль-Сен-Жан, хотя он был более беззащитен перед английскими атаками.
Во время Семилетней войны британцы стремились нейтрализовать любую военную угрозу, которую представляли акадийцы, и прервать жизненно важные линии снабжения, которые акадийцы предоставляли Луисбургу, депортируя акадийцев из Новой Шотландии. Признав поражение, акадийские граждане отказались подписать присягу на верность Великобритании, которая сделала бы их верными британской короне. Поэтому 28 июля 1755 года британский вице-губернатор Чарльз Лоуренс, а также Совет Новой Шотландии приняли решение о депортации акадийцев. Вместо акадийцев было принято решение заселить Сен-Жан британскими поселенцами.
Многие акадийцы бежали от этих операций во французскую колонию Иль-Сен-Жан, ныне известную как Остров Принца Эдуарда.
После захвата Луисбурга на острове Иль-Рояль (современный Кейп-Бретон, Новая Шотландия) в 1758 году британцы начали операции по депортации акадийцев из Иль-Сен-Жан, Иль-Рояль и современного Нью-Брансуика,
Согласно мнению историков, эта волна операций была более жестокой и значительно более разрушительной, чем первая.
К середине 1759 года на острове осталось около 150 акадийцев. Хотя другие военные кампании против акадийцев во время войны включали в себя сожжение их деревень, приказы в этой кампании не содержали инструкций об этом. Ролло было поручено сохранить дома для спонсируемых Великобританией поселенцев, которые могли приехать позже.
Некоторые акадийцы начали прибывать в порты Франции к ноябрю. Чиновник сообщил, что по прибытии депортированные были лишены всего, что у них было. Те, кто прошел через корабль, были счастливчиками, потому что почти половина людей погибла во время путешествия через океан. Кроме того, по меньшей мере три корабля были уничтожены, в результате чего погибли находившиеся на борту люди. 103 акадийца погибли на «Рубине», когда он сел на мель на Азорских островах. Два других больших судна, «Дюк Уильям» и «Вайолет», затонули в середине Атлантики, в результате чего погибло около 756 ссыльных.
Согласно журналам учета судов, использовавшихся для перевозки акадийцев во время депортации из Иль-Сен-Жана, были сделаны остановки в английских и французских портах. Вахтенный журнал «Хинда», военного корабля, используемого подполковником Ролло для транспортировки в Иль-Сен-Жан и обратно, а также для конвоирования транспортов, эвакуировавших жителей, был важным документом. Кроме того, во Французском национальном архиве хранятся документы, касающиеся прибытия транспорта во Францию. В архивах хранятся списки жителей острова Сен-Жан, которые сошли на берег с семи транспортов в Сен-Мало, а также имена людей, погибших на судах по пути.

## Последствия
Большинство акадийцев в ходе этих операций, проводимых британцами, были депортированы, или в некоторых случаях истреблены.